# Nechkah
Nechkah é uma cidade do Afeganistão, localizada na província de Balkh.